# Huta Szkła Gospodarczego „Irena”
Irena Holding Group Sp. z o.o. (dawniej Huta Szkła Gospodarczego „Irena”) – likwidowane przedsiębiorstwo w Inowrocławiu (województwo kujawsko-pomorskie), które zajmowało się wytwarzaniem wyrobów ze szkła.  Większość produkcji kierowano na eksport, przede wszystkim do Iranu.

## Lokalizacja
Zakład zlokalizowany był w północnej części Inowrocławia, przy ul. Szklarskiej, między liniami kolejowymi: 131 (magistrala węglowa) i 353.

## Produkty
Zakład produkował wyroby ze szkła sodowego (crystaline): dzbanki, szklanki, filiżanki, kieliszki, patery itp.

## Historia

### Okres międzywojenny
Przedsiębiorstwo założył w 1924 roku mieszkaniec Inowrocławia Franciszek Dzwikowski. Początkowo produkowano wyłącznie butelki szklane. W połowie lat 20. firmę przejęła niemiecka spółka „Winkelhausen”, która produkowała butelki na potrzeby własnej wytwórni win i wódek w Starogardzie Gdańskim. W 1927 właścicielem huty został Henryk Podkomorski, który nazwał zakład imieniem Irena oraz wzbogacił go m.in. o nowe wanny wyrobowe, gazogeneratory produkcji Siemens AG, halę obróbki szkła, warsztaty mechaniczne, szlifiernię, własną gazownię i elektrownię oraz zaplecze socjalne. W czasie wielkiego kryzysu (1929-1933) zatrudnienie spadło z 500 do 135 pracowników (1934 rok). Jednocześnie skrócono czas pracy. W 1938 zatrudnienie ponownie wzrosło do 530 pracowników. W 1935 roku na filię zakładu zaadaptowano obiekt po zbankrutowanej hucie „Ino” przy ulicy Dworcowej 20 w Inowrocławiu. W latach 30. w zakładzie doszło do masowych strajków załogi (1934, 1937) na tle żądań płacowych i socjalnych.
Produkcja obejmowała około 3000 typów wyrobów szklanych. Specjalnością zakładu były słoje do zapraw typu „Weck”, „Irena” oraz „patent Irena”. Poza tym produkowano szkło stołowe-galanteryjne wytwarzane sposobem ręcznego dmuchania ze szkła przeźroczystego i barwionego, butelek, szkła oświetleniowego (do lamp gazowych i naftowych), szkła perfumeryjno-kosmetycznego, aptecznego i technicznego.

### Okres okupacji niemieckiej
W okresie II wojny światowej huta została przejęta przez Niemców. Zakładem kierowali: Bruno Gresser, a następnie Kurt Czulins – szklarz pochodzenia austriackiego. Produkowano szkło stołowo-galanteryjne, oświetleniowe, gospodarcze, słoiki, butelki, bańki felczerskie itp. W 1943 r. wskutek pożaru zniszczona została hala produkcyjna, a w 1944 zdemontowano drugą halę oraz zamknięto filię przy ul. Dworcowej. W momencie wyzwolenia Inowrocławia w styczniu 1945 zakład był całkowicie zdewastowany.

### Okres PRL
Wiosną i latem 1945 roku pracownicy samorzutnie odgruzowali zakład i wznowili produkcję. W latach 1945–1946 dyrektorem huty był jej były właściciel Henryk Podkomorski, po czym zastąpił go hutnik Władysław Harenda. Zakład podlegał początkowo Zjednoczeniu Budowlanemu w Bydgoszczy, od 1947 roku Piotrkowskiemu Zjednoczeniu Przemysłu Szklarskiego, a od 1960 – Zjednoczeniu Przemysłu Szklarskiego w Sosnowcu. Asortyment produkcji w latach 50. był szeroki i obejmował: szkło elektrotechniczne, naczynia akumulatorowe, szkło opakowaniowe, butelki spożywcze i kosmetyczne, słoiki, balony do win, szkło galanteryjne, gospodarcze (szklanki, kieliszki, podstawki) oraz szkło sanitarne i oświetleniowe. W 1958 roku dokonano specjalizacji profilu produkcyjnego na rzecz szkła gospodarczego, głównie szklanek i kieliszków dla zbiorowego żywienia. Zaprzestano natomiast produkcji szkła opakowaniowego. W latach 1952–1955 w ramach planu sześcioletniego dokonano modernizacji zakładu, wzbogacając go m.in. o nową halę produkcyjną z dużą wanną zmianową, magazyny, halę odprężarek, budynek socjalny.
W latach 60. zakład doskonalił technologię produkcji. W 1961 w miejsce szkła sodowo-wapniowego wprowadzono technologię produkcji szkła sodowo-potasowo-wapniowego, usprawniono technikę produkcji szkła z bańki metalowej, zbudowano wannę wyrobową do produkcji szkła kolorowego oraz zastosowano metodę próżniową w produkcji kieliszków. W latach 60. modernizowano budynki zakładu oraz budowano nowe, m.in. laboratorium zakładowe, wzorcownię, nową wannę zmianową, magazyny, drogi i parkingi.
W latach 1972–1976 dokonano generalnej rozbudowy zakładu produkcyjnego wyposażając go w technologię wytwarzania szkła kryształowego metodą dmuchania i zdobienia ręcznego. Produkty ze szkła kryształowego stały się przebojem w handlu wewnętrznym w latach 70. Oprócz tego wytwarzano setki produktów użytkowych, wykorzystywanych w gastronomii i w gospodarstwach domowych. Wpisując się w ówczesne dążenia władz na rzecz polepszenia jakości produkcji, huta uzyskała 14 znaków jakości na produkowane wyroby. W 1978 roku zakład odwiedził ówczesny I sekretarz KC PZPR Edward Gierek.
Lata 70. to apogeum rozwoju zakładu. Liczba jego pracowników wynosiła ok. 3,5 tys. Jak wiele dużych przedsiębiorstw w tym okresie, huta dysponowała własną gastronomią, ośrodkiem wypoczynkowym w Przyjezierzu oraz szkołą przyzakładową. Rozbudowana była działalność socjalna; organizowano m.in. zakładowe kolonie, obozy, wczasy, gwiazdki, grzybobrania i zabawy taneczne. W 1982 za pieniądze huty zbudowano żłobek na nowo budowanym osiedlu Rąbin w Inowrocławiu.

### Okres III RP
W 1991 r. nastąpiła komercjalizacja przedsiębiorstwa poprzez przekształcenie w spółkę akcyjną Skarbu Państwa. W nowej sytuacji geopolitycznej nastąpiło otwarcie polskiego rynku na producentów zagranicznych i utrata części rynków zbytu w byłych krajach socjalistycznych. Przedsiębiorstwo zdecydowało o emisji akcji poprzez Giełdę Papierów Wartościowych w Warszawie (1991). W latach 90. kurs akcji spółki wzrósł 100 razy. Huta była jedną z pierwszych spółek akcyjnych notowanych na warszawskiej giełdzie.
W 2005 huta weszła w skład grupy kapitałowej Mariana Kwietnia. Dwa lata później uruchomiono linię produkcji kieliszków „olivotto”, która przyniosła straty finansowe. Lawinowo narastało zadłużenie przedsiębiorstwa. W 2008 roku zwolniono 357 pracowników z ponad 500-osobowej załogi. W 2009 nastąpiła przejściowa poprawa sytuacji związana z dostawą wyrobów ze szkła kryształowego do Chin oraz Iranu. 17 września 2010 roku prezes spółki złożył do sądu wniosek o ogłoszenie upadłości w trybie postępowania układowego z wierzycielami (dług zewnętrzny przedsiębiorstwa wynosił 66 mln zł). W październiku 2010 przerwano dostawy gazu. Wygaszono piece szklarskie oraz urlopowano załogę.
W lutym 2011 po układzie syndyka z PGNiG uruchomiono linię produkcji wyrobów ze szkła kryształowego oraz przywrócono do pracy 200 osób. Około 80% wyrobów sprzedawano do Iranu, a pozostałe do Irlandii, Wielkiej Brytanii, Hiszpanii, Belgii i Stanach Zjednoczonych. Nie zbywano natomiast produktów w Polsce. W lipcu 2011 nastąpiła pierwsza próba sprzedaży zakładu. Zainteresowanie przejęciem huty przejawiali inwestorzy z Niemiec, Stanów Zjednoczonych, Estonii, Polski. Ostatecznie w 2013 trzy czwarte zakładu (bez wydziału produkcji szkła sodowego) za kwotę 9,7 mln zł kupił Hassan Riyazi z Iranu.
W latach 2013–2016 dokonano szereg inwestycji w zakład, który zatrudnił ok. 200 pracowników. W Niemczech zakupiono nową linię technologiczną za 2 mln euro. Większość wyrobów eksportowano do Iranu, Egiptu, Niemiec i USA. Od 2019 r. z zakładu wywożono maszyny i urządzenia, a od roku 2021 trwa rozbiórka budynków.

### Nazwy
- 1927–1939 – Huta Szkła „Irena” w Inowrocławiu
- 1939–1945 – Glasshütten Irena Hohensalza
- 1945–1947 – „Irena” fabryka pod zarządem państwowym (podlega Zjednoczeniu Budowlanemu w Bydgoszczy)
- 1947–1950 – Piotrkowskie Zjednoczone Zakłady Szklarskie „Irena” w Inowrocławiu (podlega Piotrkowskiemu Zjednoczeniu Przemysłu Szklarskiego)
- 1951–1959 – Zakłady Szklarskie „Irena” w Inowrocławiu
- 1959–1991 – Huta Szkła Gospodarczego „Irena” w Inowrocławiu (w latach 1973–1981 wchodziła w skład Zjednoczonych Hut Szkła Gospodarczego i Technicznego „Vitropol” z siedzibą w Sosnowcu)
- 1991–2010 – Huta Szkła Gospodarczego Irena SA
- 2010–2013 – Huta Szkła Gospodarczego Irena SA w upadłości likwidacyjnej
- od 2013 – Irena Holding Group Sp. z o.o.

### Akcjonariat przed upadłością
- Zakład Przemysłu Jedwabniczego „Wistil” SA (grupa kapitałowa) – 89,07%, w tym:
  - Zakłady Porcelany Stołowej „Lubiana” SA – 57,60%
  - „Ariadna” SA Fabryka Nici – 16,27%
  - Zakład Porcelany i Porcelitu „Chodzież” SA – 15,20%